# NGC 1688
NGC 1688 é uma galáxia espiral barrada (SBc) localizada na direcção da constelação de Dorado. Possui uma declinação de -59° 48' 00" e uma ascensão recta de 4 horas, 48 minutos e 23,5 segundos.
A galáxia NGC 1688 foi descoberta em 4 de Dezembro de 1834 por John Herschel.